# 色金山歴史公園

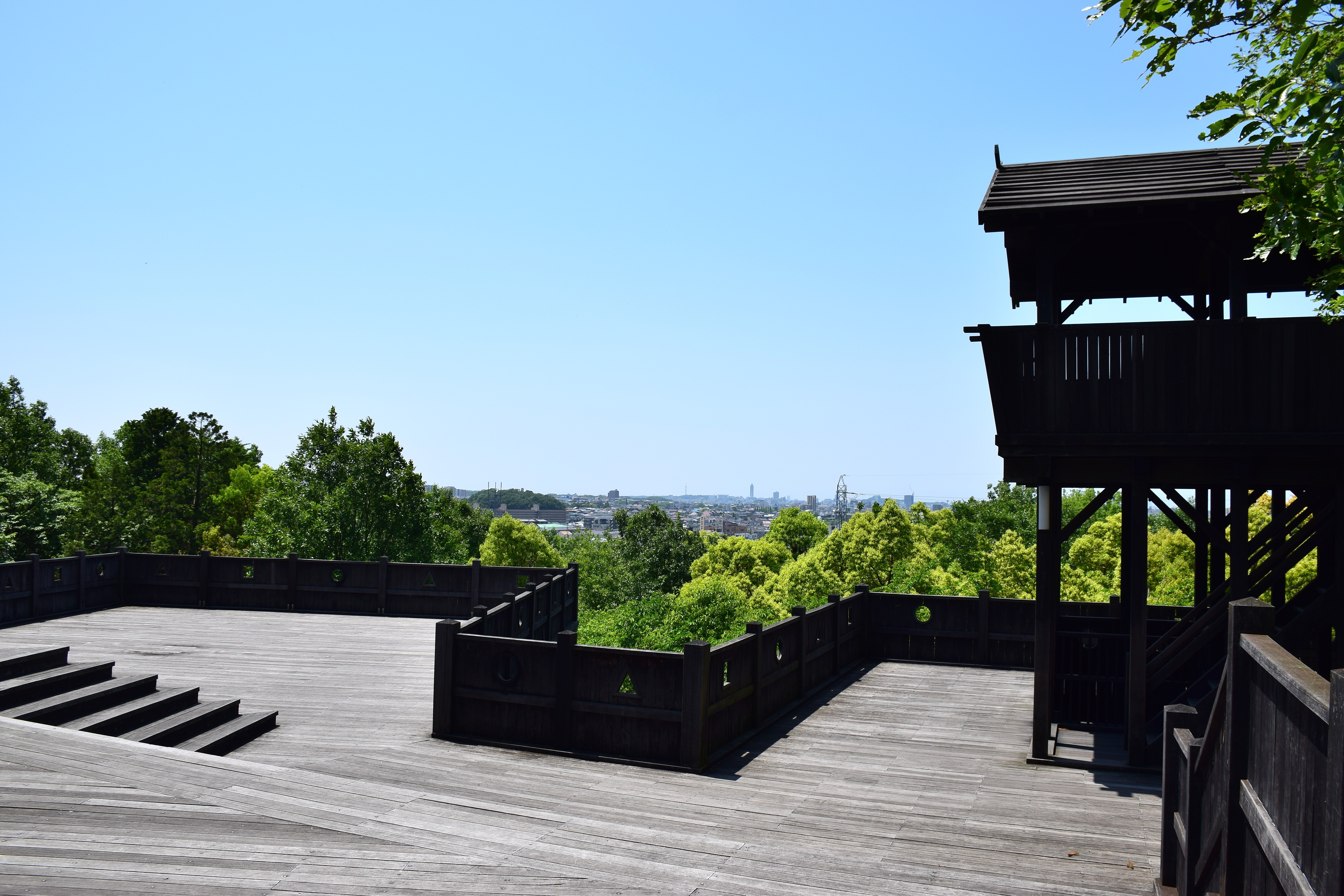
展望台と長久手市街

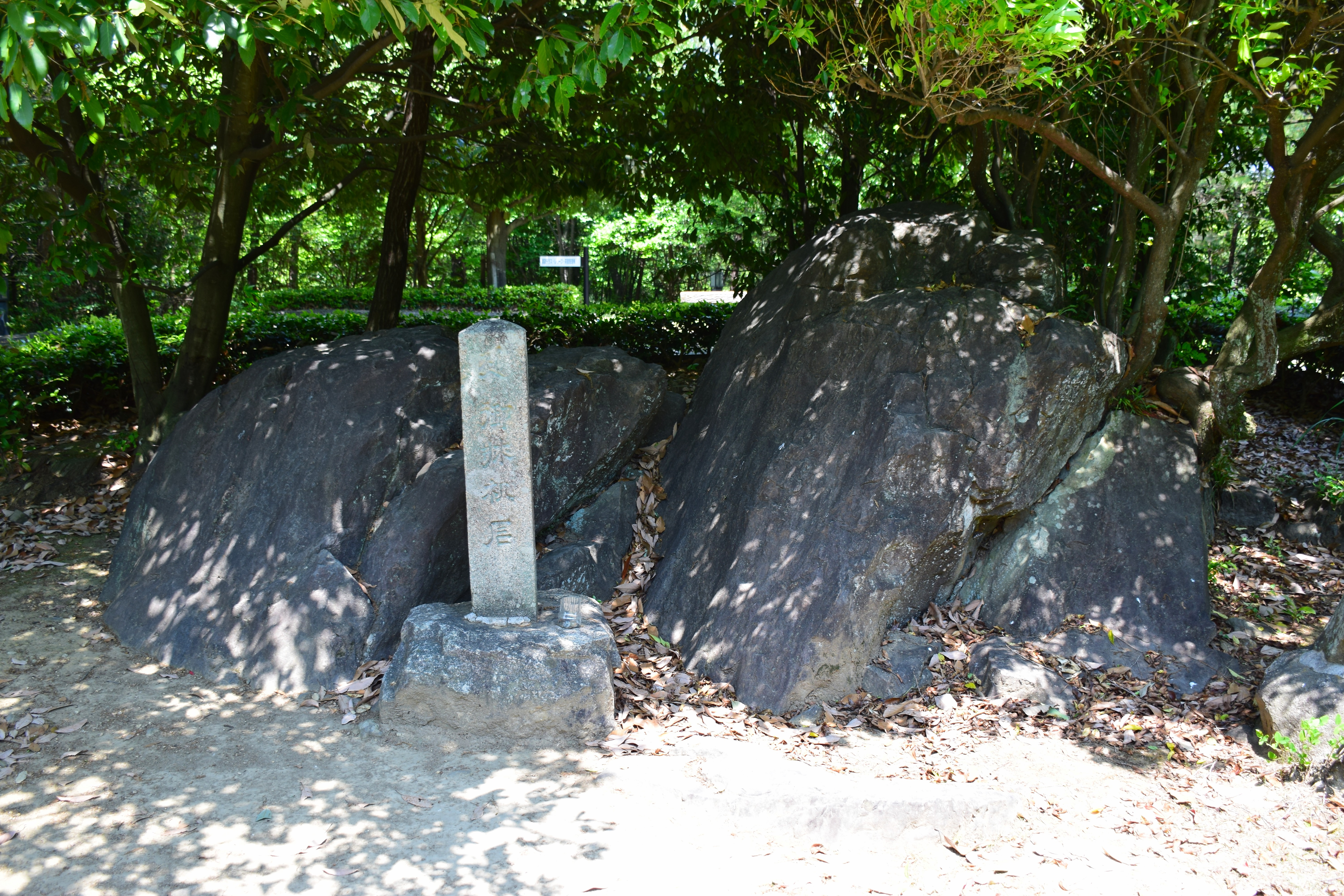
家康が腰を掛けたとされる床机石

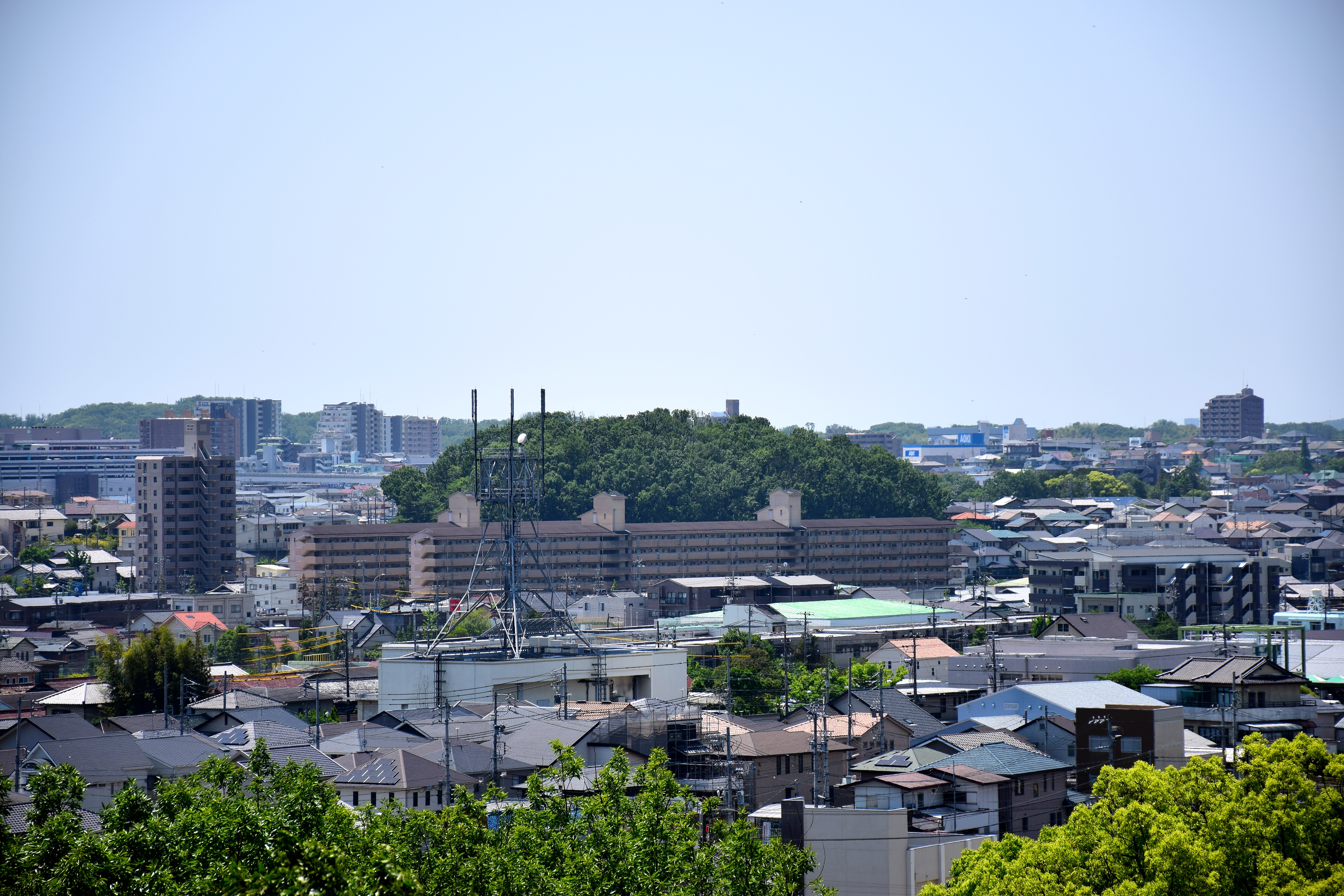
色金山歴史公園から見下ろす御旗山

色金山歴史公園（いろがねやまれきしこうえん）は愛知県長久手市岩作色金にある公園。

## 概要
国の史跡に指定されている（史跡「長久手古戦場」の一部）。
小牧・長久手の戦いの際、徳川家康が山頂に陣取ったという言い伝えが残る。家康は小牧山を出て、東から回り込んで色金山、さらに御旗山へと軍勢を進めた。山頂には家康の腰掛石になったとされる大岩があり、床机石といわれている。
展望台や茶室が整備され、憩いの場となっている。

## 公園内
- 展望台
- 茶室

犬山市にある如庵を模して造られた。
- 伴若狭守盛兼の墓
- 床机石

## 周辺
- 安昌寺

合戦の死者の供養をした曹洞宗の寺院。
- 石作神社
- 長久手市役所
- 愛知警察署岩作交番
- 長久手市立長久手小学校
- 愛知県道75号春日井長久手線
- 愛知県道57号瀬戸大府東海線
- 愛知県道215号田籾名古屋線
- JAあいち尾東長久手支店
- 愛知医科大学
- 愛知医科大学病院
- 長久手スポーツの杜
- 長久手温泉ござらっせ

## 所在地
- 愛知県長久手市岩作色金37-1

## 交通アクセス
- 愛知高速交通東部丘陵線（リニモ） 長久手古戦場駅から徒歩で約20分。
- 名鉄バス「岩作（やざこ）」バス停[注釈 1]下車、徒歩で約5分。